# Venette
Venette é uma comuna francesa na região administrativa de Altos da França, no departamento de Oise. Estende-se por uma área de 8,45 km². Em 2010 a comuna tinha 2 938 habitantes (densidade: 347,7 hab./km²).